# Disneyodendron
Genre
Disneyodendron est un genre imaginaire d'arbres artificiels, conçu par la Walt Disney Company dans plusieurs de ses parcs à thèmes. Le nom signifie « arbre Disney » et à ce titre il pourrait être déclaré comme endémique.
Il existe plusieurs variétés, deux de « petites » tailles et une gigantesque.

## Disneyodendron eximusetDisneyodendron semperflorenssubsp.grandis
Cette taxinomie fictive mais réaliste est uniquement due au souci du détail apporté par les spécialistes de Walt Disney Imagineering qui n'est apparue que vers la fin des années 1960, d'abord avec la terminaison Disneyodendron semperflorens subsp. grandis (« grand arbre Disney toujours florissant ») en Californie puis, en 1971 avec Disneyodendron eximus (« arbre Disney extraordinaire ») pour l'arbre de Floride. En fait, seuls le genre Disneyodendron et les espèces qui y appartiennent sont fictifs, les taxons d'ordre supérieur (notamment la famille des Moraceae) existent réellement. Les deux dénominations sont différentes car d'un point de vue botanique le climat de Floride et celui de Californie sont différents, ainsi les deux arbres ne peuvent pas être exactement de la même espèce.
L'arbre s'inspire du figuier des banians (Ficus benghalensis) et de l'arbre à pain (Artocarpus altilis) de par ses racines, son bois et sa circonférence (ces deux arbres font d'ailleurs partie de la famille des Moraceae comme est censé en faire partie le genre fictif Disneyodendron). Cet arbre est semperflorens et assez grand pour que des hommes puissent y construire des habitations.
Les exemplaires « trouvés » sont à :
- Disneyodendron semperflorens subsp. grandis à Disneyland : Swiss Family Treehouse de 1962 à 1998 puis Tarzan's Treehouse ;
- Disneyodendron eximus au Magic Kingdom : Swiss Family Treehouse depuis le 1er octobre 1971 ;
- Parc Disneyland : La Cabane des Robinson depuis le 12 avril 1992 ;
- Tokyo Disneyland : Swiss Family Treehouse depuis le 21 juillet 1993 ;
- Hong Kong Disneyland : Tarzan's Treehouse depuis le 12 septembre 2005.

Les versions de Disneyland et du Magic Kingdom ont un cœur de métal et sont recouvertes de béton avec des feuilles en plastique (800 000 au Magic Kingdom). Les racines « plongent » à 14 mètres dans le sol.
La version française est totalement en béton et haute de 27 mètres, ses racines plongent à 6,5 mètres sous le niveau de l'île sur laquelle il est situé. 300 000 feuilles composent son feuillage (toutes installées à la main).
La version de Tokyo est une copie de la française mais sans l'île ni les caves.

## Disneyodendron semperflorenssubsp.gigantis
Il existe une sous-espèce le Disneyodendron semperflorens subsp. gigantis dont un seul exemplaire a été trouvé.
- Disney's Animal Kingdom : Tree of Life depuis le 1er avril 1998.

L'arbre s'élève à 44 mètres au-dessus du sol avec un diamètre à sa base de 15 mètres.
Cet arbre possède un tronc sculpté où 325 espèces animales sont reconnaissables et contient une salle de cinéma de 420 places.